# Jean Androuet du Cerceau
Jean Androuet du Cerceau (* 1585; † 1649) war ein französischer Architekt, der in Paris für den französischen König Ludwig XIII. arbeitete.

## Leben
Jean Androuet du Cerceau war der Sohn des Architekten Baptiste Androuet du Cerceau und Enkel des Architekturtheoretikers und Graveurs Jacques I. Androuet du Cerceau.

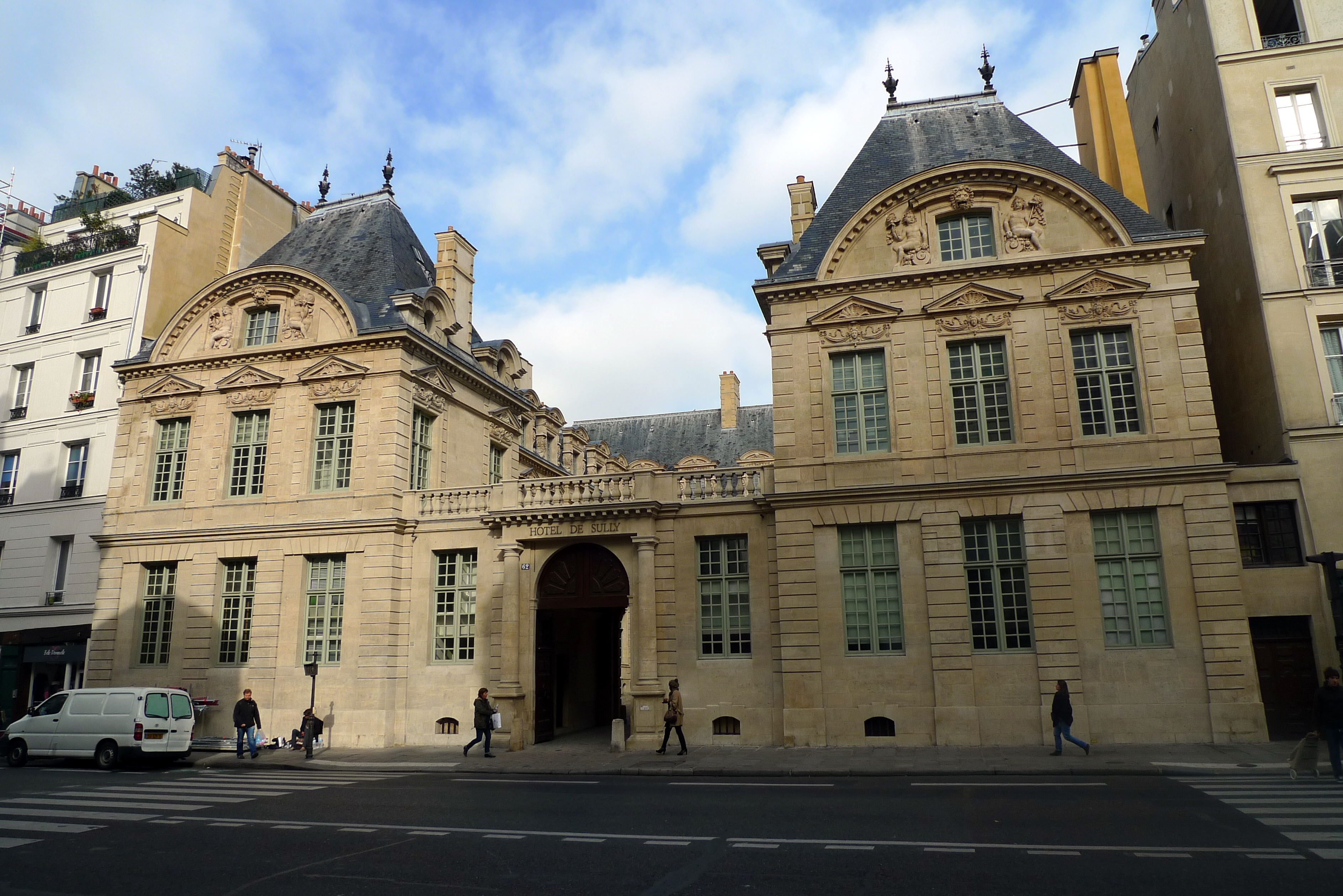
Hôtel de Sully in Paris

## Bauwerke (Auswahl)
- 1613–1617: Hôtel de Mayenne
- 1625–1630: Hôtel de Sully
- 1632–1634: Hufeisentreppe im Schloss Fontainebleau (Erneuerung)
- 1637–1640: Hôtel de Bretonvilliers in Paris
- um 1639: Pont au Change (abgerissen und im 19. Jahrhundert neu errichtet)
- um 1644: Hôtel de Luynes in Paris (Umbauten, heute Caserne Tournon)[1]